# Международный паралимпийский комитет
Международный паралимпийский комитет (сокр. МПК, англ. International Paralympic Committee или IPC) — международная неправительственная организация, управляющая паралимпийским движением. Комитет принимает решения по вопросам проведения Паралимпийских игр, а также является спортивной федерацией для ряда паралимпийских видов спорта.
МПК определяет, какие виды спорта будут представлены на Паралимпийских играх, общую схему организации игр, применяемые стандарты и т. п. Но непосредственно организацию Паралимпийских игр осуществляет Организационный комитет Олимпийских игр, который создан в соответствующей стране для проведения Олимпийских и Паралимпийских игр.

## История
МПК был создан в 1989 году. Его учредителями стали спортивные федерации для инвалидов, а также 42 национальных организации спорта инвалидов в разных странах. Среди учредителей был Международный комитет по спорту глухих, однако он вышел из состава МПК в 1994 году.
Сейчас членами МПК являются 161 национальный паралимпийский комитет, 5 региональных организаций (по частям света), 10 международных спортивных федераций (по видам спорта) и 4 международные организации спорта для инвалидов (по типу инвалидности). К спортивным организациям инвалидов относятся Международная спортивная федерация колясочников и ампутантов, Международная ассоциация спорта и досуга для людей с церебральным параличом, Международная федерация спорта слепых и Международная спортивная федерация для лиц с нарушением интеллекта. Высшим органом МПК является Генеральная ассамблея его членов, которая собирается каждые 2 года.

## Президенты
| Президент       | Страна         | Годы правления         |
| --------------- | -------------- | ---------------------- |
| Роберт Стедворд | Канада         | 1989 — 2001            |
| Филип Кравен    | Великобритания | 2001 — 2017            |
| Эндрю Парсонс   | Бразилия       | 2017 — настоящее время |